# Ted Jensen

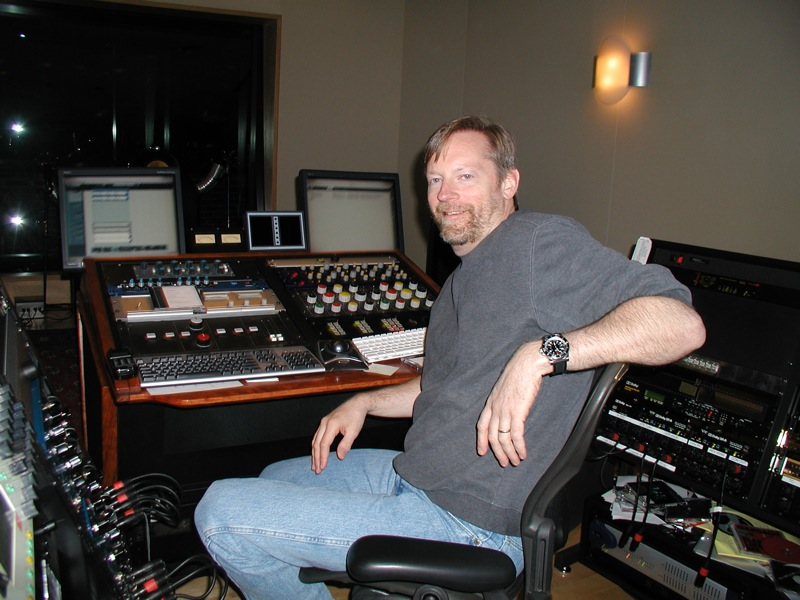
Ted Jensen

Ted Jensen är en amerikansk ljudtekniker. Jensen arbetar på Sterling Sound, och producerat för stora skivbolag sedan 1960-talet. Han har arbetat på hundratals album av stora pop och rock-artister.År 2002 vann han en Grammy, för sitt arbete på Norah Jones album Come Away with Me, som vann kategorin "Album of the Year". Hans senaste produktioner innefattar Metallicas album Death Magnetic, och Dir en greys album Uroboros.